# André De Wolf
André De Wolf (* 14. Juli 1952 in Ranst) ist ein ehemaliger belgischer Radrennfahrer
Als Amateursportler gewann De Wolf die vierte Etappe des belgischen Etappenrennens Ronde van Limburg. 1975 wurde er Zweiter der Türkei-Rundfahrt. Von 1976 bis 1978 war er Profi, konnte aber keine Erfolge erzielen.

## Erfolge
1974
- eine Etappe Ronde van Limburg (Belgien, Amateure)

## Team
- 1976: Carlos Cycles
- 1977: Frisol-Thirion-Gazelle
- 1978: Fragel-Norta